# Aksel Bakounts
Aksel (ou Axel) Bakounts (en arménien Ակսել Բակունց), né Alexander Stepani Tevosyan le 13 juin 1899 à Goris et mort le 8 juillet 1937, est un écrivain, philologue, traducteur et scénariste arménien.

## Biographie
Bakounts naît en 1899 à Goris dans une famille de paysans modestes. Goris était la capitale du Zanguezour, région de l'ancienne Siounie, bastion séculaire de l'indépendance arménienne. Il fréquente l'école paroissiale de Goris pendant cinq ans et y apprend l'arménien, un peu de russe et beaucoup d'histoire, de musique populaire et de calligraphie arménienne.
En 1910, grâce à de brillants résultats, une bourse lui est attribuée pour ainsi parfaire sa culture au séminaire théologique Gevorkian d'Etchmiadzin. En 1915, le séminaire ferme pour accueillir les réfugiés du génocide de l'Arménie occidentale. Il aide ces réfugiés, et cette période, jusqu'en 1916, va avoir une influence considérable sur son œuvre future. Il quitte ensuite le séminaire, diplômé, en 1917 pour combattre en tant que volontaire lors de la Première Guerre mondiale et lors de la guerre arméno-turque.
En 1919, il reprend ses études, à l'Institut polytechnique de Tbilissi, puis en 1920, à l'Institut agricole de Kharkov. Il en sort diplômé en 1923.
Bakounts retourne en 1923 à Goris, où, en tant qu'ingénieur agronome, il est responsable de l'agriculture du Zanguezour, avant de s'établir à Erevan en 1926. Bakounts s'intègre rapidement dans les milieux littéraires, où ses nouvelles sont reconnues. Il écrit également des scénarios (Zangezur).
Expulsé de l'Association des écrivains arméniens et arrêté en août 1936 pour « nationalisme bourgeois » et « trotskisme », Bakounts est exécuté à l'âge de 38 ans, le 8 juillet 1937, victime des purges staliniennes comme son ami Yéghiché Tcharents. Un musée lui est consacré dans sa ville natale.

## Œuvre
Ses premiers essais littéraires datent de sa douzième année. Il écrit d'abord des poèmes, puis un conte, Himar Marde (« L'homme stupide »), qui est publié en 1911 dans un magazine pour enfants. Au cours de l'année 1915, il rédige à Goris un article satirique publié dans Paylak (« Éclair », organe du parti social-démocrate de la ville de Chouchi) dirigé contre le Conseil de la province et le maire de Goris, ce qui lui vaut trente-quatre jours d'emprisonnement.
Il transcrit au cours des années 1920 toute son expérience militaire et ces événements, surtout ceux d'Erzeroum, dans un recueil intitulé Garnanayin (« Printanier »). En 1924, paraît la nouvelle Le Badi des Vand, publiée dans l'hebdomadaire Nor Akos (« Nouveau sillon ») à Erevan. En 1927, le recueil Metnadzor rassemble toutes ces nouvelles et quelques autres inédites : Lar-Markar, Les démons de Metnadzor, La jeune fille humble, Sur les pentes du mont Ayou, et La pensée des Alpes.
Bakounts est principalement connu pour ses recueils de nouvelles liées au village arménien, comme Metnadzor (« La vallée sombre », 1927), dans lequel il dépeint la vie difficile d'un village du Zanguezour parcouru par les passions humaines, les oppositions ethniques et la lutte des classes. Il est le fondateur de la littérature populaire arménienne à titre posthume. Il a traduit en arménien Les Voyages de Gulliver de Jonathan Swift et Tarass Boulba de Nicolas Gogol. Il fait l'éloge de l'œuvre de l'écrivain ukrainien Taras Chevtchenko et de celle du poète géorgien Chota Roustavéli dans son discours au Premier Congrès des écrivains soviétiques.
Bakounts sort de l'oubli les œuvres d'un fabuliste arménien du XIIIe siècle, Vartan Aygektsi, et les popularise par ses érudits commentaires. Pour lui, la seule voie à suivre demeure « le retour aux sources originelles et à la création populaire ». Ses activités littéraires s'interrompent à l'été 1936. Il n'est réhabilité qu'en 1955. L'homme qui avait introduit la lutte de son peuple pour la liberté et la mère patrie ne put voir un volume de ses œuvres choisies enfin publié. Comme Tcharents, Bakounts paya de sa propre vie son désir de « faire de la littérature un art au service du peuple et non un instrument de propagande ».
Ses principales œuvres publiées de son vivant sont :
- Metnadzor
- Le semeur des terres noires
- La pluie
- Les lettres provinciales
- Hovnatan Martch
- Kiorès